# Лига 2 Английской футбольной лиги 2016/2017
Лига 2 Английской футбольной лиги 2016/17 (англ. 2016–17 EFL League Two) — 13-й сезон в истории Лиги 2, четвёртого дивизиона в системе футбольных лиг Англии, и 24-й сезон четвёртого дивизиона английских лиг после отделения Премьер-лиги. Календарь матчей турнира был опубликован 22 июня 2016 года. Турнир начался 6 августа 2016 года и завершился 6 мая 2017 года.